# Tambien
Tambien  is het achtste solo-album van de Britse progressieve rock musicus John Greaves. Het album is volledig alleen door Greaves gemaakt op de synthesizer.

## Tracklist
1. Tambien 1
2. Tambien 2
3. Tambien 3
4. Tambien 4
5. Tambien 5
6. Tambien 6
7. Tambien 7

## Bezetting
- John Greaves synthesizer